# Obvodna zverca
Obvodna zverca (znanstveno ime Lestes sponsa) je pogost predstavnik enakokrilih kačjih pastirjev iz družine zverc, razširjen po večini severnega dela Evrazije.

## Opis
Odrasli dosežejo 35 do 39 mm v dolžino, zadnji krili pa merita 25 do 33 mm. Osnovna obarvanost je kovinsko zelena s svetlo spodnjo stranjo, pri spolno zrelih samcih pa se ob straneh oprsja in na konici zadka razvije modrikast poprh. Modre so tudi njihove oči. Za odrasle živali sta značilni temna spodnja stran glave in temna pterostigma. Zelo podobna je bližnje sorodna obrežna zverca, od katere je obvodno zverco možno ločiti po nekoliko bolj gracilnem telesu, za odtenek svetlejši obarvanosti in nekaterih drugih znakih, pri čemer pa je za povsem zanesljivo določitev treba žival pregledati iz roke. Uporaben znak sta predvsem spodnji analni okončini samcev, ki sta ravni, medtem ko sta pri obvodni zverci  zaviti in obrnjeni druga proti drugi. Samice je možno razločiti po leglici, ki je pri obrežni zverci manjša, a ta znak ni tako očiten, tako da ga je treba kombinirati z drugimi.
Odrasli letajo ves topli del leta, od srede maja do srede oktobra.

## Habitat in razširjenost
Je nezahtevna vrsta, ki se razmnožuje v raznolikih stoječih vodah, kot so ribniki, jarki, manjša jezera in močvirja od obal do visokogorja na nadmorskih višinah do 2500 m. Preferira nezasenčene vodne površine z bogato obrastjo, voda pa je lahko kisla, bazična ali polslana.
Vrsta je razširjena po severu Evrazije, razen najsevernejših delov Fenoskandije in Sibirije. Populacije so velike, le v južnem delu območja razširjenosti v Evropi je redkejša – na obalah Sredozemlja se pojavlja le izjemoma, pogostejša pa je v višjih legah. Njena razširjenost se prekriva z evrazijskim delom razširjenostji obrežne zverce. Ni pionirska vrsta in primerna vodna telesa naseli šele po nekaj letih. V Sloveniji je najpogostejši predstavnik svoje družine, ki se pojavlja ob večini primernih vodnih teles, in edina, razširjena nad 800 m nadmorske višine. Zato ne velja za ogroženo.